# Dancarã-Tuma
Dancarã-Tuma (Dankaran Tuman), também grafado Dancarã Tumani (Dankaran Toumani), foi meio-irmão de Sundiata Queita. No Épico de Sundiata é descrito como homem facilmente influenciado pela sua mãe Sassuma Bereté. Foi rei no lugar de Sundiata até o rei dos sossos, Sumangaru Cante, invadir o Império do Mali. Ofereceu sua irmã Nana Triban em casamento como sinal de submissão. Os excessos violentos do rei-feiticeiro levaram os mandingas a rebelar-se. Estes tentaram convencer Dancarã a comandá-los; contudo, temendo represálias, Dancarã fugiu para as florestas. Assim Sumangaru anexou o território mali até o retorno de Sundiata.